# Stadtbibliothek Greifswald

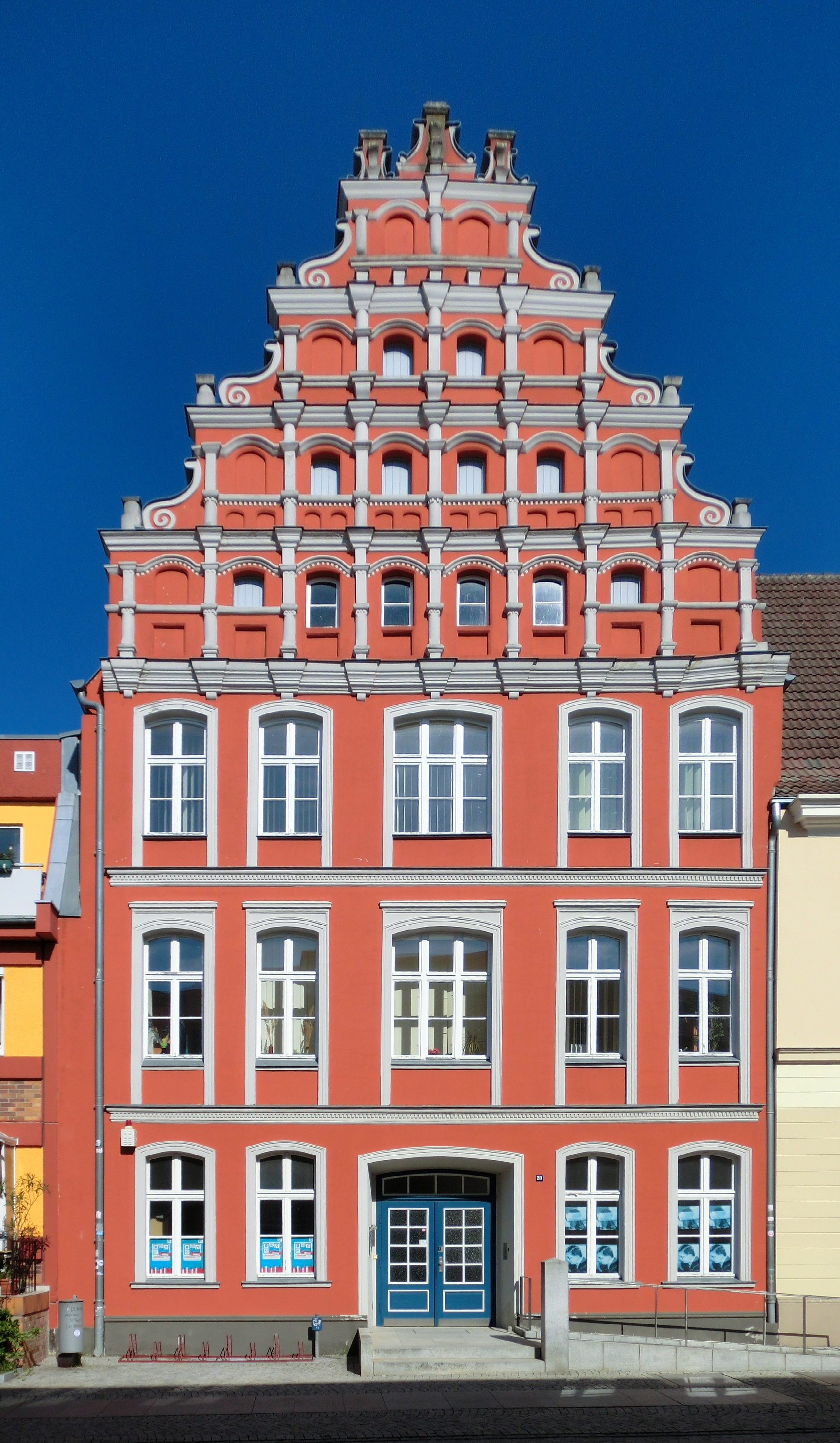
Eines der drei historischen Bürgerhäuser der Stadtbibliothek „Hans Fallada“ in der Greifswalder Knopfstraße 18–20

Die 1897 gegründete Stadtbibliothek „Hans Fallada“ Greifswald ist eine öffentliche Bibliothek in der vorpommerschen Stadt Greifswald.
Sie trägt seit 1993 den Namen des am 21. Juli 1893 in Greifswald geborenen Schriftstellers Hans Fallada.

## Baugeschichte der Bibliotheksgebäude
Für die drei Gebäude der Knopfstraße 18–20 kann die mittelalterliche Baugeschichte nur anhand allgemeiner Aussagen zur Stadtentwicklung und seiner Hausformen erläutert werden, da Angaben zu den Grundstücken erst ab etwa 1590 im Stadtarchiv vorliegen.
Die Bebauung der Quartiere zwischen Knopfstraße und Hunnenstraße, ehemaliger Hafenstraße und Domstraße einschließlich der Bebauung um den Marktplatz, ist der hansischen Kaufmannssiedlung zuzuordnen. Die vorherrschende Hausform war im Mittelalter für die Kaufleute das Wohnspeicherhaus. Meist mit dem Giebel zur Straße stehend barg es die Funktionen Wohnen, Arbeiten (Handeln), Lagern unter einem Dach. Besonders wohlhabende Kaufleute besaßen Grundstücke, die bis zur nächsten Straße durchgingen, von dort eine Zufahrt hatten und meistens auf dieser Seite einen weiteren Speicherbau erhielten. (Das Grundstück Knopfstraße (18) und Brüggstraße (11) heutiges Papierhaus sind ein Beispiel dafür.) In der Gestaltung des Straßengiebels kam meistens der Reichtum und Stolz seiner Besitzer zum Ausdruck. So entstand gegen Ende des 16. Jahrhunderts der kraftvoll gegliederte Giebel im Stile der flandrischen Spätrenaissance am Hause Knopfstraße 20. Der Dreißigjährige Krieg hinterließ auch in Greifswald tiefe Spuren, viele Häuser waren zerstört oder verfallen, wirtschaftliche Stagnation wurde erst ab 1720 überwunden. Das Wohnspeicherhaus war zu diesem Zeitpunkt als Wohn- und Hausform überholt und wurde von neuen Formen, z. B. dem Wohnhaus in Traufstellung zur Straße in barocken Stildetails und dem separat angelegten Speicherbau abgelöst. 1722 wurde die Nr. 18, das Wirtshaus „Goldener Löwe“ als „kurz vor dem Einfall“ beschrieben, 1746 wurde sie wieder aufgebaut. Die Nr. 19 war bereits 1717 abgebrochen. In der Mitte des 18. Jahrhunderts erhielt die Nr. 18 im Wesentlichen die Grundrisseinteilung, die bis zum Umbau zur Bibliothek bestand. Das Kellergeschoss wurde vermutlich von einem älteren Bauwerk übernommen und stellt mit seinen Kreuzrippengewölbe eine Besonderheit, unter den sonst nur mit Holzbalkendecken ausgeführten Kellerdecken, in Greifswald dar. Die Straßenfassade wurde in der 1. Hälfte des 19. Jahrhunderts in die heute noch sichtbare Gestalt gebracht.
Die Nr. 19 lag lange Zeit unbebaut und wurde erst um 1800 als vermutlich klassizistisches Traufenhaus für Wohnzwecke wieder neu aufgebaut. Die heutige Straßenfront erhielt um 1891 ihre jetzige Gestaltung und 1932 wurde die Haustür zur Hofdurchfahrt umgestaltet. Die Nr. 20 dürfte über alle Zeiten am beständigsten gewesen sein. Der bis zum Umbau zur Bibliothek wichtigste Umbau geschah um 1850, im Erdgeschoss nochmals 1867. Als Hauseigentümer waren früher Kaufleute verzeichnet, so waren im 19. Jahrhundert Schlächter und Rossschlächter Besitzer. Nach langjähriger Rekonstruktion konnte die Stadtbibliothek im August 1989 den Gebäudekomplex beziehen.